# Victoria Memorial
El Victoria Memorial és un gran edifici de marbre al Maidan de Calcuta, a l'Índia, que fou construït entre 1906 i 1921 pel Raj britànic. Està dedicat a la memòria de la reina Victòria del Regne Unit (1819–1901), emperadriu de l'Índia de 1876 a 190, i és un museu i una destinació turística propietat del Ministeri de Cultura. Està situat al Maidan, al riu Hugli, a prop de la carretera a Jawaharlal Nehru.